# Георг Кантор
Георг Кантор (Петроград, 3. март 1845 — Хале, 6. јануар 1918) био је немачки математичар и утемељивач теорије скупова. Играо је кључну улогу у стварању теорије скупова, која је постала фундаментална теорија у математици. Кантор је утврдио важност кореспонденције један према један између чланова два скупа, дефинисао бесконачне и добро уређене скупове и доказао да су реални бројеви бројнији од природних бројева. У ствари, Канторов метод доказивања ове теореме имплицира постојање бесконачности бесконачности. Дефинисао је кардинални и редни број и њихову аритметику. Канторово дело је од великог филозофског интересовања, чињенице које је он био добро свестан.
Први је нумеричке системе, попут рационалних и стварних бројева, истраживао систематично, као заокружене ентитете или скупове. То прегнуће довело га је до изненаћујућег открића да нису сви бескрајни скупови исте величине. Доказ за ово је Канторов дијагонални поступак.
Показао је да рационалних бројева има исто колико и природних бројева, то јест да ова два скупа ({\displaystyle \mathbb {Q} } и {\displaystyle \mathbb {N} }) имају исту кардиналност (доказ да рационалних бројева има пребројиво много је Канторово пребројавање скупа Q). Доказао је, такође, да такве подударности нема код знатно већег скупа ирационалних бројева, те су отуда они познати као скуп који се не може пребројати.
Истраживања је крунисао класификацијом трансфинитних бројева који, лаички говорећи, представљају степене бесконачности, и означавају се симболима {\displaystyle \aleph _{0}}, {\displaystyle \aleph _{1}}, ... (алеф нула, алеф један, ...).
Оштре критике су праћене каснијим похвалама. Године 1904. Крељевско друштво га је наградило Силвестер медаљом, што је највиша част која се може доделити за математички рад. Претпоставља се да је Кантор веровао да га је његова теорија о трансфинитним бројевима повезивала са Богом. Дејвид Хилберт га је бранио од критика познатом изјавом "Нико нас не може протерати из раја који је Кантор створио".

## Биографија

### Младост и студије
Кантор је рођен у западном трговачком насељу у Петрограду у Русији и одрастао је у том граду до своје једанаесте године. Био је најстарији од шесторо деце и био је сматран за изванредног виолинисту. Његов деда Франц Бем (1788—1846) је био познати музичар и солиста у царском оркестру у Руском царству. Канторов отац је био члан Петроградске берзе, а кад се он разболео, породица се преселила у Немачку 1856. године, прво у Висбаден а затим у Франкфурт. Године 1860. Кантор је завршио школу у Дармштату, где су примећене његове изузетне математичке вештине, а наручито тригонометријске. У 1862. Кантор се уписао на Универзитет у Цириху, а након добијања значајног наследства након смрти оца 1863. год, Кантор је студије наставио на Берлинском Универзитету похађајући предавања Леополда Кронекера, Карла Вајерштраса и Ернеста Кумера. Лето 1866. је провео на Универзитету у Гетингену, центру математичког истраживања.

### Учитељ и истаживач
Завршио је своју дисертацију на тему теорија бројева 1867. на Универзитету у Берлину. Након што је кратко предавао у Берлину у женској школи, преузео је позицију на Универзитету у Халеу где је и провео целу каријеру. Добио је признање за своју тезу на тему теорије бројева која је презентована 1869. на његовом именовању у Халеу. Венчао се са Вели Гутман 1874. и имали су шесторо деце. Био је у могућности да издржава породицу упркос скромној академској плати, захваљујући наследству које је наследио од оца. Унапређен је у ванредног професора 1972. а у редовног професора 1879. године. Бити редовни професор у 34. години је огроман успех, али Кантор није био задовољан. Он је желео место на престижнијем универзитету као што је Универзитет у Берлину, тада водећи универзитет у Немачкој. Међутим, његов рад је наишао на превише противљења па тако нешто није било могуће.

### Касније године
Након хоспитализације 1884. не постоји запис да је поново био у неком санаторијуму до 1899. Убрзо након те друге хоспитализације, његов најмлађи син Рудолф је изненада преминуо и та трагедија је исцрпела Канторову страст за математиком. Поново је хоспитализован 1903. а годину дана после тога он је био огорчен и узнемирен због чланка Јулиуса Кунига представљеном на Трећем Интернационалном Конгресу Математичара. Рад је покушао да доказе да су основна начела теорије скупова била лажна. Пошто је чланак био прочитан пред његовим ћеркама и колегама, Кантор је себе сматрао јавно пониженим. Иако је Ернст Зармело за мање од једног дана доказао да Куниг није имао доказе, Кантор је остао уздрман. Кантор је патио од хроничне депресије до краја свог живота, због тога је и неколико наврата био изузет из наставе и више пута је био затваран у разним санаторијумима. Од једног универзитета у Шкотској је 1912. добио почасни докторат, али због болести није мога лично да преузме диплому. Пензионисао се 1913. живео је у сиромаштву а једно време је био и неухрањен. Јавна прослава његовог 70. рођендана је била отказана због рата. Умро је 6. јануара 1918. у санаторијуму где је провео последњу годину свог живота.

## Математички рад
Канторов рад између 1874. и 1884. је време када је настала теорија скупова. Пре тога, концепт је био прилично елементаран који се посредно користио од почетка постојања математике, датира још од Аристотелових идеја. Нико није приметио да теорија скупова има неки нетривијални садржај. Пре Кантора постојали су само коначни скупови који су били лако разумљиви и бесконачни који су били тема више за филозофе него са математичаре. Теорија скупова је имала умала улогу у темељима теорије модерне математике, у смислу да она представља тврдње о математичким објектима (нпр. бројеве и функције) из свих традиционалних области математике у једној теорији и пружа стандардни скуп аксиома да их докаже или оповргне. Основни појмови теорије скупова се сада користе у целој математици. У једном од његових ранијих радова Кантор је доказао да је скуп реалних бројева бројнији од скупа природних бројева. То је по први пут показало да постоје бесконачни скупови различитих величина. Он је такође био први који је ценио важност један на један кореспонденције у теорији скупова. Користио је овај концепт за дефинисање коначних и бесконачних скупова, поделивши их у бројне и небројне скупове. Кантор је развио важне концепте у топологији и њеном повезаношћу са кардиналности. Он је представио и основне конструкције у теорији скупова, као што је партитативни скуп скупа А који је скуп свих могућих подскупова од А. Касније је доказао да је величина електричног скупа А стого већа од величине А чак и када је А бесконачан скуп, овај резултат је убрзо био познат као Канторова теорема. Кантор је развио читаву теорију и аритметику бесконачних скупова названу кардинали и ординали што је продужило аритметику природних бројева. Његова ознака за кардиналне бројеве је било хебрејско слово א са индексом природног броја, за ординале је увео грчко слово ω . Овај запис је и данас у употреби.